# Adetus tuberosus
Adetus tuberosus là một loài bọ cánh cứng trong họ Cerambycidae.